# 키티누스과
키티누스과(Cytinaceae)는 아욱목에 속하는 기생 식물로 속씨식물과의 하나이다. 2개 속, 키티누스속과 Bdallophytum속에 총 10종을 포함하고 있다.
이전에는 이 2개 속을 말피기아목의 라플레시아과로 분류했다. 그 다음에 말피기아목에 속하는 별도의 과로 분류했다가, 이후에 아욱목으로 분류하고 있다.

## 하위 속
- 키티누스속 (Cytinus)
- Bdallophytum